# 1817 dans le catholicisme
Chronologie du catholicisme
- 1813
- 1814
- 1815
- 1816
- 1817
- 1818
- 1819
- 1820
- 1821

Cet article présente les faits marquants de l'année 1817 dans le catholicisme.

## Évènements
- 12 juin : Encyclique Vineam quam plantavit de Pie VII sur une nouvelle répartition des diocèses en France
- 28 juillet : Création de 3 cardinaux par Pie VII.
- 1er octobre : Création d'un cardinal par Pie VII.

## Naissances
- 16 janvier : Ignazio Masotti, cardinal italien de la Curie († 31 octobre 1888)
- 26 octobre : Edward John Horan, prélat canadien, évêque de Kingston puis évêque titulaire de Chrysopolis-en-Arabie (de) († 15 février 1875)

## Décès
- 10 janvier : Lorenzo Caleppi, cardinal italien, diplomate du Saint-Siège (° 29 avril 1741)
- 10 mai : Jean-Sifrein Maury, cardinal et écrivain français, nommé archevêque de Paris par Napoléon Ier mais non reconnu par le pape Pie VII (° 26 juin 1746)
- 18 juin : Leonard Neale, prélat américain, archevêque de Baltimore, précédemment évêque titulaire de Gortyne (de) (° 15 octobre 1747
- 14 août : Jean-François de Demandolx, prélat français, évêque d'Amiens (° 20 octobre 1744)
- 23 octobre : Antonio Lante Montefeltro della Rovere, cardinal italien de la Curie (° 17 décembre 1737)